# Peter Maaß
Peter Maaß (* 26. Oktober 1959 in Karlsruhe) ist ein deutscher Mathematiker.

## Leben
Nach Diplom in Mathematik an der Universität Heidelberg und Promotion in Mathematik  über Röntgentomographie (Die Singulärwertzerlegung der Röntgentransformation und ihre Anwendungen in der Computertomographie) an der Technischen Universität Berlin habilitierte Maaß 1993 an der Universität des Saarlandes mit einer Arbeit über Wavelets. 1993 folgte er einem Ruf auf eine Professur für Numerische Mathematik an die Universität Potsdam.  Seit 1999 ist er Professor für Angewandte Mathematik an der Universität Bremen und Direktor des Zentrums für Technomathematik in  Bremen.

## Werk
Peter Maaß Tätigkeits- und Forschungsschwerpunkte liegen auf dem Gebiet der Inversen Probleme, der Wavelets und mathematischer Bild- und Signalverarbeitung, dünnen Darstellungen (Sparse Representation), numerischer Analysis und Parameteridentifikation mit den Anwendungsschwerpunkten in den Ingenieurwissenschaften und den Lebenswissenschaften.
Maaß war Vizepräsident der Deutschen Mathematiker Vereinigung von 2002 bis 2003.
Er ist Mitherausgeber einiger internationaler mathematischer Zeitschriften. Sein Buch  Wavelets: Theorie und Anwendungen gehört im deutschsprachigen Raum zu den Standardlehrbüchern.
Maaß ist Begründer von SCiLS, dem Scientific Computing in Life Sciences, das aktuelle Forschungsresultate in verwertbare Produkte umsetzt.
2018 wurde Maaß in Anerkennung  seiner Verdienste in der Numerischen Mathematik und deren innermathematischen Konsequenzen für die Theorie und Lösung inverser Probleme sowie deren weitreichenden Anwendungen in der medizinischen Bildgebung und Industrie zum Ehrendoktor der Universität des Saarlandes ernannt.

## Schriften
- mit Alfred Karl Louis, Andreas Rieder: Wavelets: Theory and Applications. Wiley, New York 1997, ISBN 0-471-96792-0.
- mit Alfred Karl Louis, Andreas Rieder: Wavelets: Theorie und Anwendungen. 2. Auflage. Teubner, Stuttgart 1998, ISBN 3-519-12094-1.